# Zjăltesj
Zjăltesj (bulgariska: Жълтеш) är ett distrikt i Bulgarien.   Det ligger i kommunen Obsjtina Gabrovo och regionen Gabrovo, i den centrala delen av landet, 170 km öster om huvudstaden Sofia.